# Sacra Famiglia con san Giovannino e un donatore
La Sacra Famiglia con san Giovannino e un donatore è un dipinto a olio su tavola (diametro 140 cm) di Domenico Beccafumi, databile al 1528 circa e conservato nel Museo Horne di Firenze.

## Storia e descrizione
L'opera venne acquistata dalla Fondazione Horne dopo la morte del suo fondatore, nel 1934, quando ci fu l'asta Bengujat degli arredi di palazzo Davanzati. Il tondo, almeno dalla metà del Settecento e fino ai primi del Novecento era stato proprietà di un ramo dei marchesi Spinola di Genova, quello di Tassarolo.
Stilisticamente vicina al San Michele della chiesa di San Nicolò al Carmine, condivide un'impostazione simile ad altre opere, come quella nella galleria Doria Pamphilj o quella già nella collezione Marri Mignanelli di Sinalunga.
Lo spazio del tondo è sfruttato alla perfezione dal gruppo sacro, centrato sulla figura del Bambino che apre un libro nelle mani di un uomo, probabilmente il committente, al quale rivolge anche un intenso sguardo. Gesù sta nelle mani di Maria seduta e a sinistra compaiono Giuseppe, che affiora dall'ombra, e san Giovannino, riconoscibile per la ciotolina con cui effettuava il battesimo delle genti. L'intreccio di gesti e sguardi tra le figure richiama i modelli classicheggianti di Raffaello e dei pittori fiorentini, uniti al particolarissimo senso per il colore e per la luce di Beccafumi.
La cornice intagliata con testine ad altorilievo richiama quella del Tondo Doni ed è riferibile all'attività di Giovanni Barilli.